# 于尔蒂盖姆
于尔蒂盖姆（法語：Hurtigheim，法語發音：[yʁtikaim]）是法国下莱茵省的一个市镇，属于萨韦尔讷区。

## 地理
于尔蒂盖姆（48°36'58"N, 7°35'32"E）面积4.63 平方千米，位于法国大東部大區下莱茵省，该省份为法国大陆部分最东部的省份，是阿尔萨斯的一部分，今与上莱茵省组成了阿尔萨斯欧洲集体，其南至上莱茵省，西南接孚日省和默尔特-摩泽尔省，西接摩泽尔省，北与德国接壤。
与于尔蒂盖姆接壤的市镇（或旧市镇、城区）包括：伊特奈姆、菲尔德奈姆、夸策奈姆、什蒂蔡姆-奥弗奈姆、维韦尔桑。
于尔蒂盖姆的时区为UTC+01:00、UTC+02:00（夏令时）。

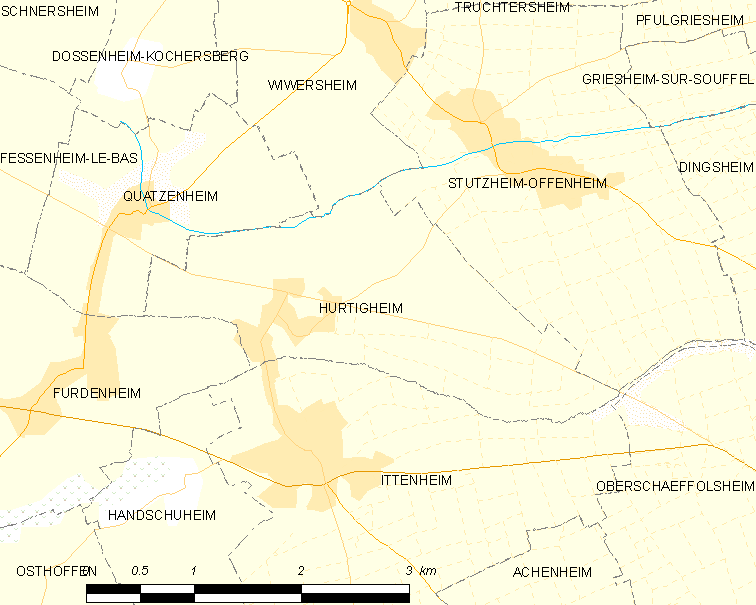
于尔蒂盖姆的OSM定位图

## 行政
于尔蒂盖姆的邮政编码为67117，INSEE市镇编码为67214。

## 政治
于尔蒂盖姆所属的省级选区为布克斯维莱尔县。

## 人口

1962-2008年间于尔蒂盖姆人口变化图示

于尔蒂盖姆于2022年1月1日时的人口数量为1002人。